# Diamantweg

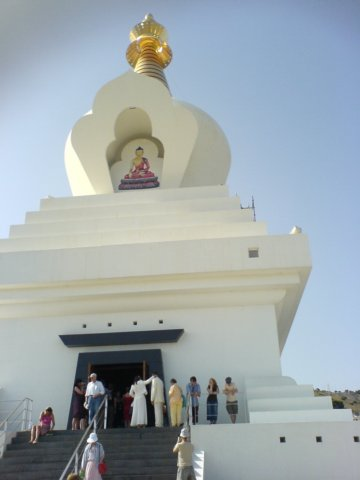
Stupa im spanischen Benalmádena – ein Projekt von Lopon Tsechu Rinpoche

Das deutsche Wort Diamantweg ist eine Lehnübertragung des Sanskritbegriffes vajrayāna (vajra bedeutet Diamant, yāna bedeutet Weg oder Fahrzeug). Der Begriff Diamantweg wird im deutschsprachigen Raum hauptsächlich für die von Ole Nydahl gegründeten Diamantweg-Zentren verwendet, deren Lehrpräsentation als Diamantweg-Buddhismus bezeichnet wird. 
Die anderen Schulen des tibetischen Buddhismus, die zum Vajrayana gehören, verwenden eher den Sanskritbegriff vajrayāna oder die Begriffe Vajra-Fahrzeug, Diamantfahrzeug.

## Eigenart und Geschichte

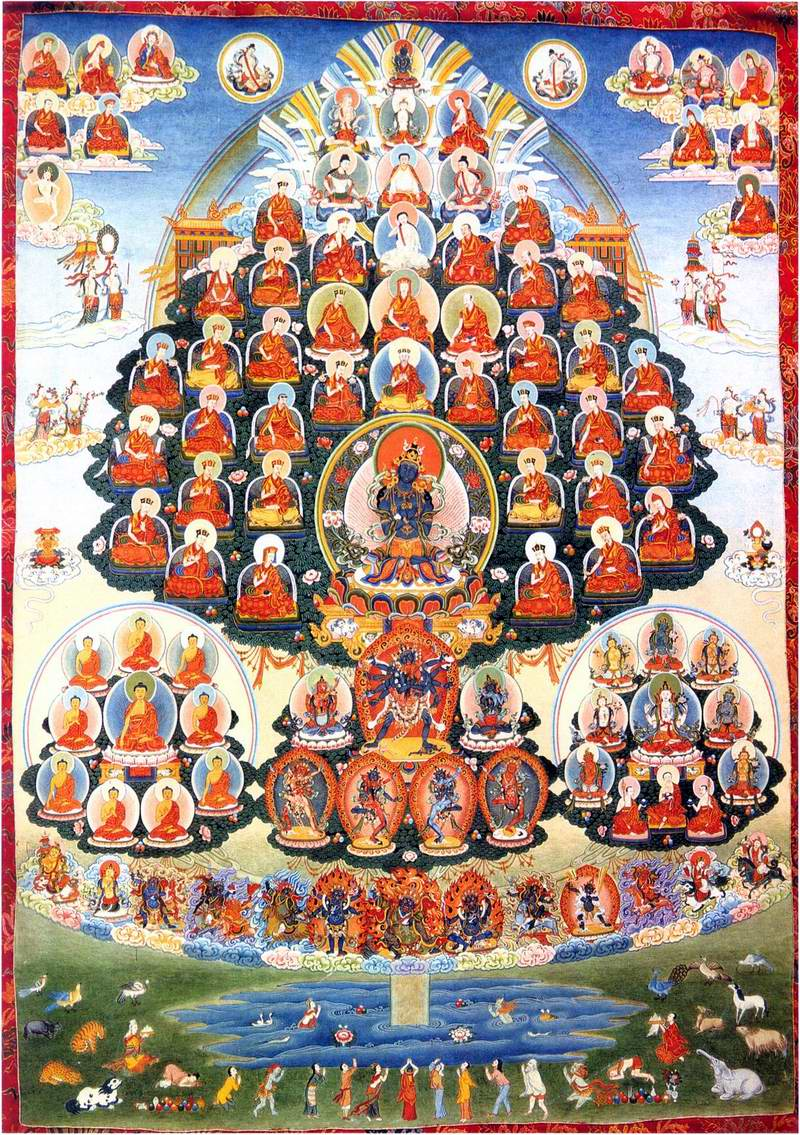
Thangka des Karma-Kagyü-Zufluchtsbaums mit den Linienhaltern (Quell-Website besitzt Links mit weitergehenden Informationen zu den abgebildeten Personen.)

Die Diamantweg-Zentren beziehen sich auf den 16. Karmapa und gehören zur Karma-Kagyü-Linie des tibetischen Buddhismus. Sie betrachten Thaye Dorje als den 17. Karmapa. Weltweit gehören diesem Verbund ca. 635 Zentren und Gruppen an, davon rund 139 in Deutschland (Stand: 2024). In Österreich und der Schweiz sind die Diamantweg-Zentren zu Verbänden zusammengeschlossen, welche in den jeweiligen Dachorganisationen aller buddhistischen Gemeinschaften, (SBU und ÖBR) Mitglied sind. In Deutschland organisiert sich der Diamantweg in seinem eigenen Dachverband.
Im Jahr 2007 wurde durch den Kauf eines Gutshofes in Immenstadt die Gründung des sogenannten Europazentrums möglich. Dieses hat eine internationale Ausrichtung und gehört der Buddhismus Stiftung Diamantweg.
Seit dem 8. November 2023 gibt es ein Netzwerk, welches Ehemaligen des Diamantwegs eine Plattform zum Austausch bietet.
Der Diamantweg wird vielfach als sektenähnlich kritisiert. Ehemalige Mitglieder berichten von strikten hierarchischen Strukturen, in denen die Lehren vor allem durch die persönliche Interpretation von Ole Nydahl geprägt sind, während abweichende Ansichten unterdrückt werden. Kritiker bemängeln, dass die starke Gruppendynamik zu Abhängigkeiten und mangelnder Selbstreflexion führen kann. Zudem wird berichtet, dass kritische Mitglieder sozial isoliert oder ausgegrenzt werden. Auch die finanzielle Ausrichtung steht in der Kritik: Die intensive Fokussierung auf Spenden und der Aufbau neuer Zentren werfen Fragen auf, inwieweit dies noch mit den Grundsätzen des Buddhismus vereinbar ist.

## Anspruch und Lehre

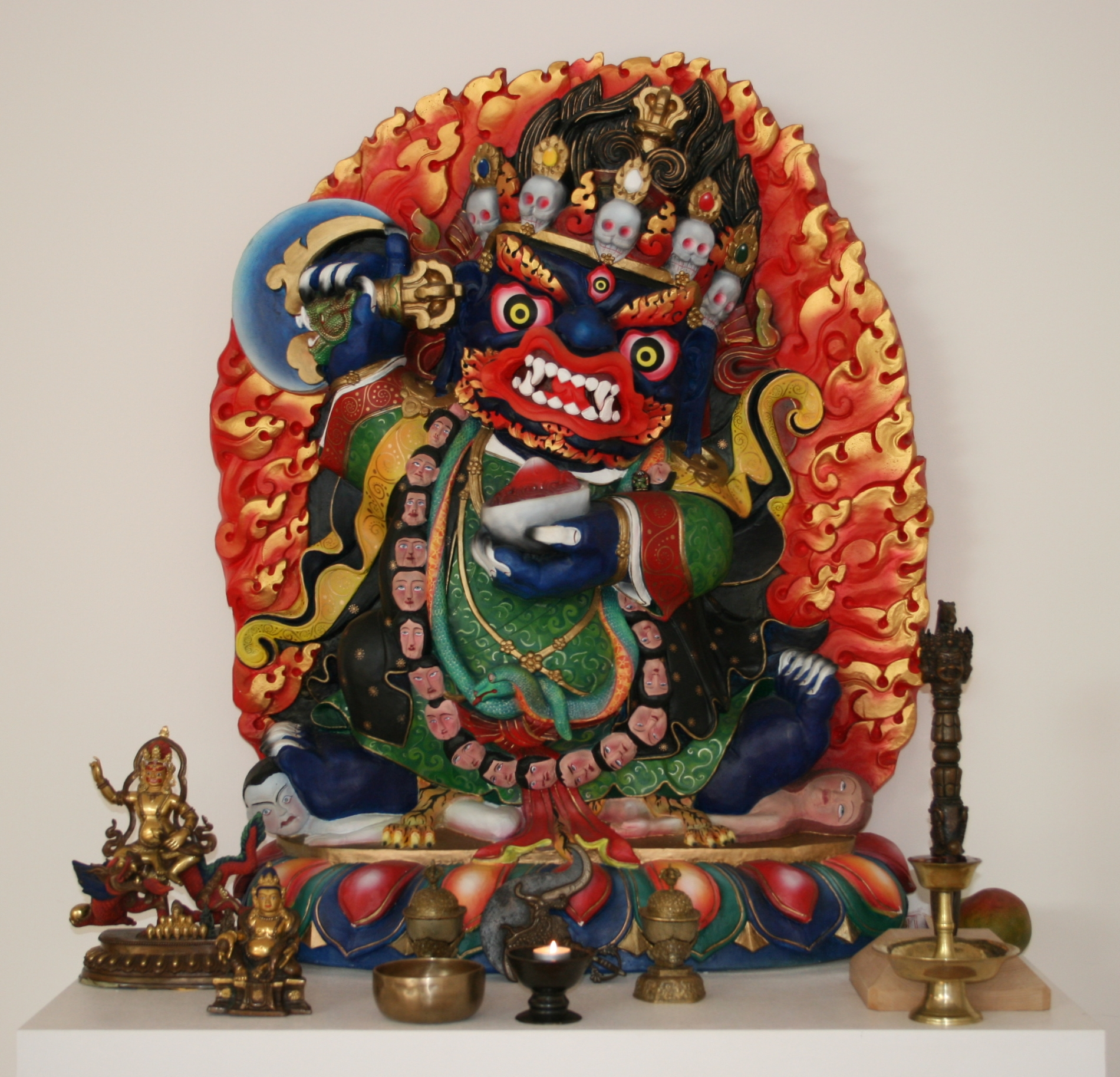
Schützer der Linie: Mahakala Bernakchen (Schwarzer Mantel)

Die Zentren des Diamantwegs richten sich an Menschen aus dem westlichen Kulturkreis. In den Zentren praktizieren ausschließlich Laien. Die buddhistische Lehre wird nach eigenen Angaben in einer „für den Westen besonders geeigneten Form übertragen“. Dies beinhaltet den weitestmöglichen Einsatz der jeweiligen Landessprache und die Integration weiterer Lebensbereiche. Inhaltlich betont wird in den Belehrungen der Diamantweg-Zentren auch die Bedeutung des Guruyogas und die Identifikation mit dem Lehrer. Die Hauptpraxis in den Diamantweg-Zentren ist die Meditation auf den 16. Karmapa (Guruyoga). Neben der formalen Praxis spielt die Umsetzung der „Reinen Sicht“ im Alltag eine entscheidende Rolle.

## Wichtige Lehrer
Wichtige Lehrer, die Übertragungen und Einweihungen in den Diamantweg-Zentren geben, sind unter anderem Thaye Dorje, Künzig Shamar Rinpoche, Jigme Rinpoche, Sherab Gyaltsen Rinpoche und Ole Nydahl. Früher wurden Lehren auch vom Drukpa-Lama Lopön Tsechu Rinpoche (1918–2003) gegeben.

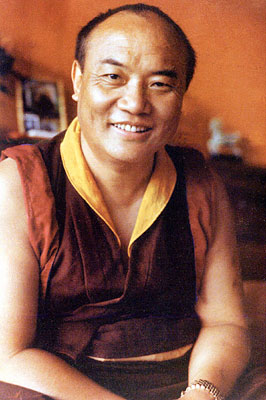
Der 16. Karmapa Rangjung Rigpe Dorje (1924–1981)
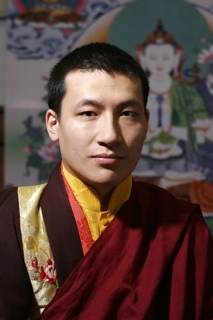
Trinley Thaye Dorje, nach Ansicht des Diamantwegs ist er der 17. Karmapa
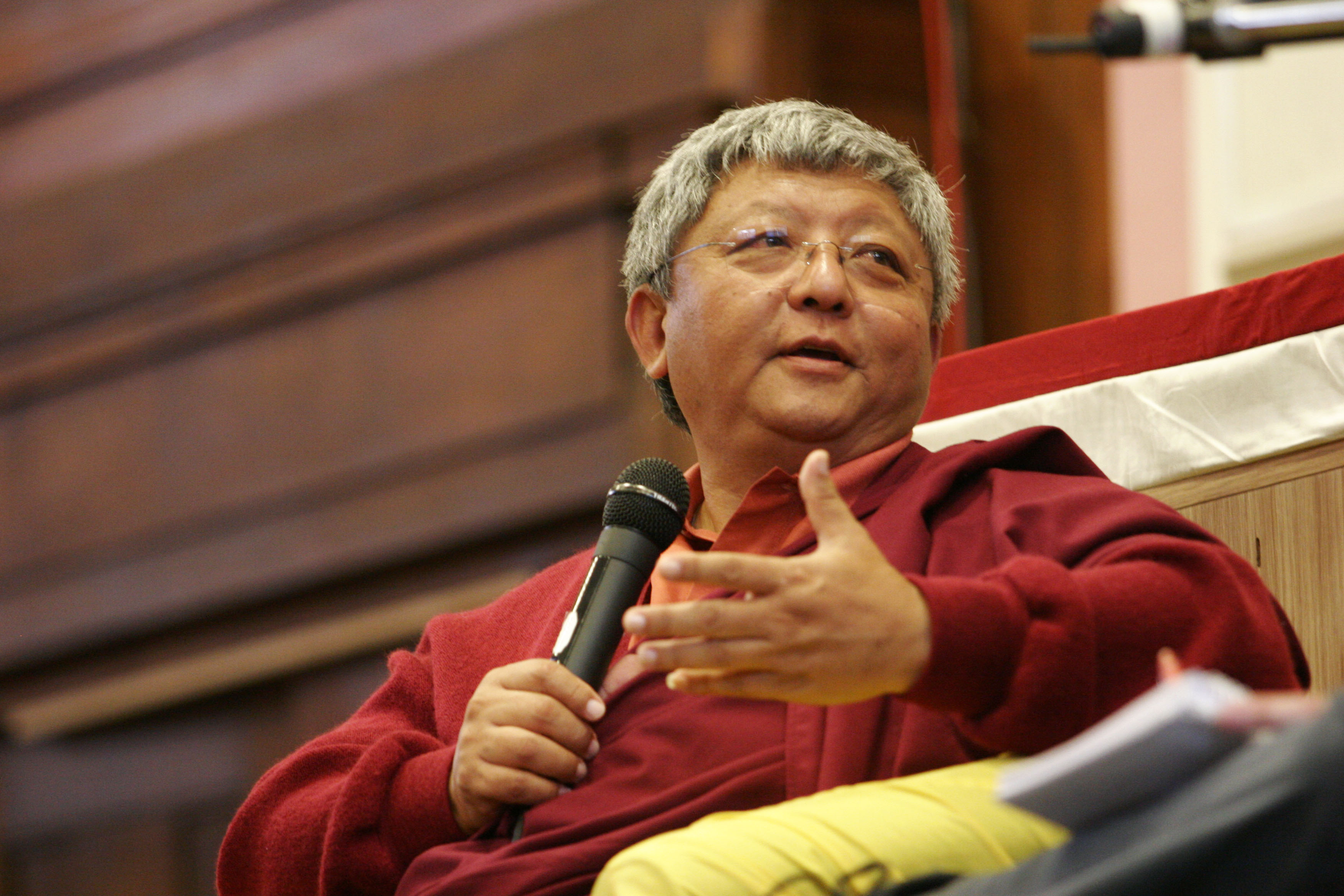
Lama Jigme Rinpoche – Karmapas Vertreter in Europa
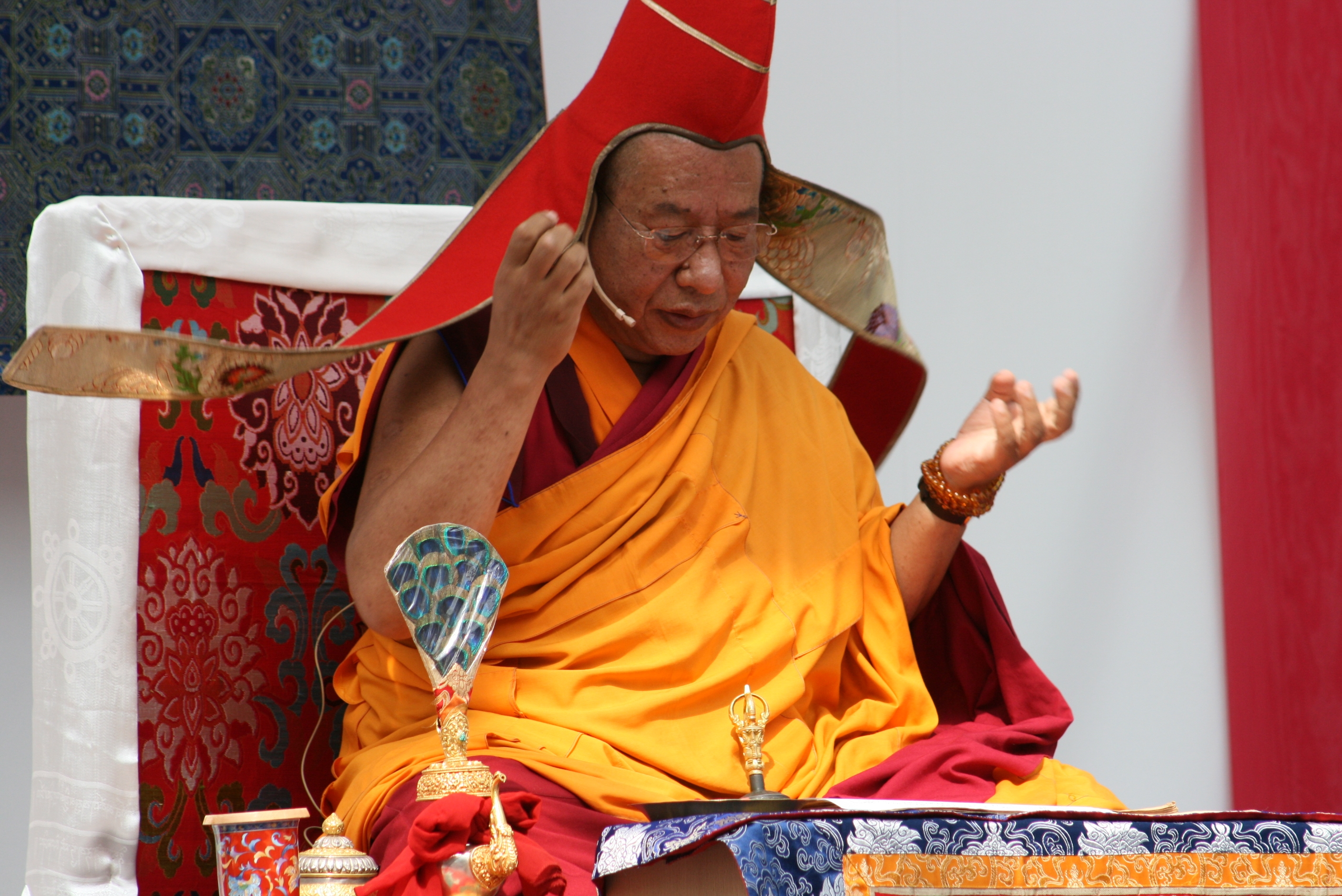
Lama Sherab Gyaltsen Rinpoche
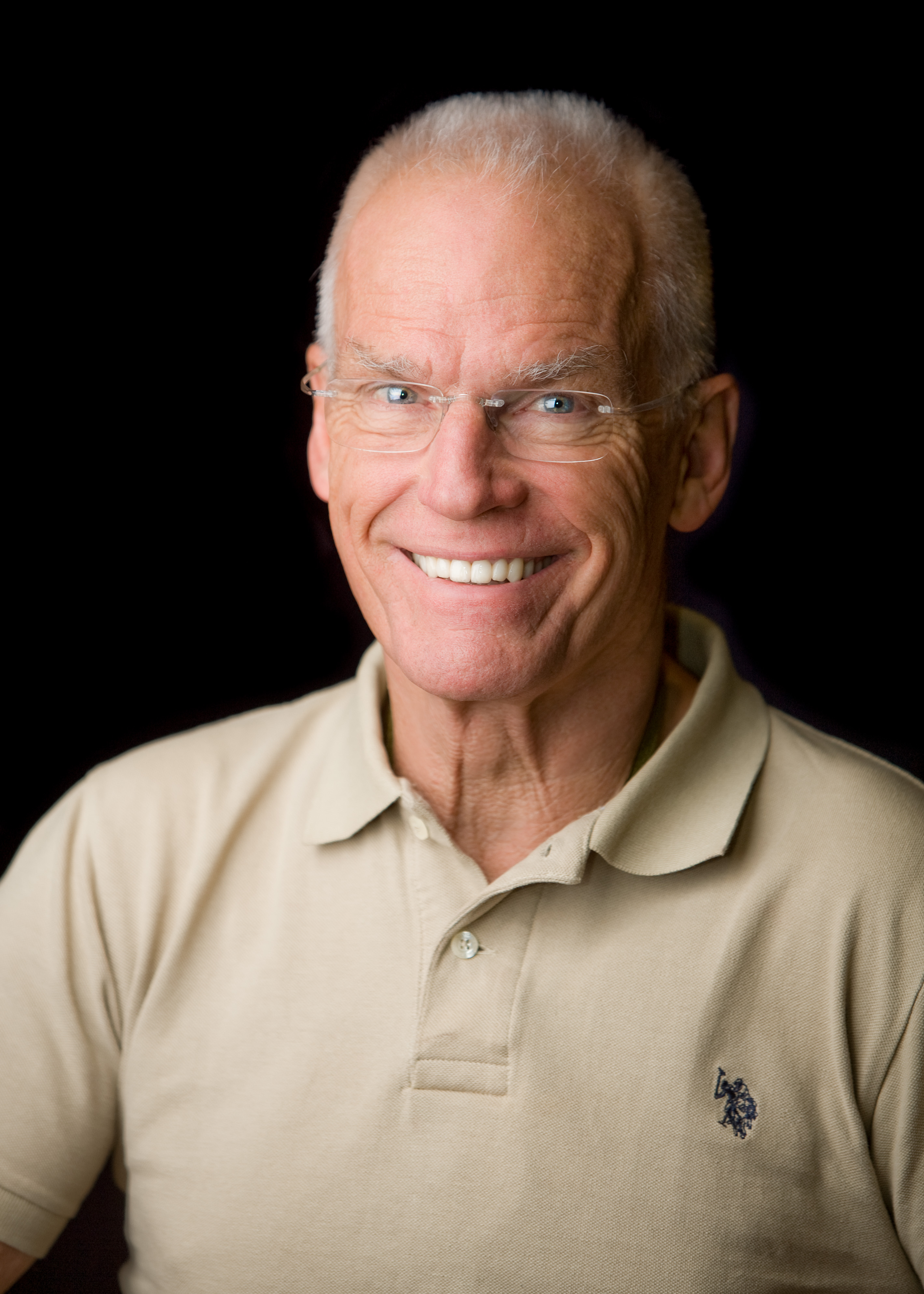
Lama Ole Nydahl

## Organisation der Diamantweg-Zentren
Die Diamantweg-Zentren sind in Deutschland im Buddhistischen Dachverband Diamantweg (BDD, ehemals Karma Kagyue Dachverband, KKD), in Österreich im Verbund Karma Kagyü-Diamantweg (ehemals Karma Kagyü Österreich, KKÖ), in der Schweiz im Verbund Karma Kagyü-Linie Schweiz zusammengeschlossen.
Der österreichische Verbund ist ein Mitglied der Österreichischen Buddhistischen Religionsgesellschaft (ÖBR), der gesetzlich anerkannten Religionsgesellschaft des Buddhismus in Österreich.

## Ausscheiden des BDD aus der DBU
Ab Anfang 2019 forderten mehrere Delegierte der Deutschen Buddhistischen Union (DBU) den Ausschluss des BDD aus der DBU. Sie kritisierten Ole Nydahls Nähe zu rechtspopulistischen Politikern wie Geert Wilders und der dänischen Pegida. Außerdem seien die getätigten Aussagen Nydahls zum Islam mit den Grundprinzipien der DBU nicht vereinbar. Der DBU-Delegierte und Theologe Frank Hendrik Hortz begründete das Ausschlussverfahren damit, dass Nydahl nicht nur „massiv und pauschal gegen Muslime“ wettere, sondern auch „andere Ethnien, Asiaten und Afrikaner, das Ziel seines Hasses“ seien. Dazu passe laut Hortz, dass sich Nydahl mit dem niederländischen Rechtspopulisten Geert Wilders sowie mit dänischen Rechtspopulisten getroffen habe.
Daraufhin verließ der Diamantweg im Juni 2019 die Deutsche Buddhistische Union, um einem Ausschluss zuvorzukommen. Die DBU begründet ihr Ausschlussverfahren mit rassistischen, sexistischen und gewaltbereiten Aussagen Nydahls. Damit wurde ein jahrelang schwelender Streit zwischen der Deutschen Buddhistischen Union und dem Diamantweg beendet.

## Beurteilung
„Ob man die neueren Entwicklungen im Diamantweg als sektenhaft oder schlicht als umsichtig bezeichnet, hängt vom Betrachter ab. Auf der Grundlage einer Hermeneutik des Verdachts könnte man einen autoritären Führungsstil wahrnehmen sowie den Versuch, die Lage zu konsolidieren, indem Konformismus gefördert, interner Dissens zum Schweigen gebracht und ein (aktuelles und zukünftiges) Sektierertum auf der Basis eines Persönlichkeitskults geduldet wird. All diese Aspekte verbindet man im Allgemeinen mit „Sekten“. Geht man von einer Hermeneutik des Vertrauens aus, so könnte man argumentieren, dass die Konsolidierung einer Bewegung in einer spät-charismatischen Periode erfordert, einen größtmöglichen Zusammenhalt und eine gemeinsame Vision zu erschaffen und zu konsolidieren, um die Bewegung durch die Turbulenzen nach dem Tod des charismatischen Führers zu tragen. Von besonderem Interesse sind unabhängig vom Standpunkt des Beobachters die Auseinandersetzung zwischen orthodoxen Idealisten und neo-buddhistischen Sektierern, verbunden mit vielen anderen Faktoren wie der Beziehung zu der tibetischen Karma-Kagyü-Hierarchie, der Art und dem Umfang der spirituellen Autorität, die Nydahls Diamantweg-Lehrern, Vertrauensleuten und Verwaltungspersonen gewährt werden wird, aber auch dem regionale und globalen Zusammenhalt sowie der Identität von Nydahls Zentren. Diese Aspekte werden sich entfalten, während die letzten Seiten in der Hagiographie des dänischen Lamas und die Zukunft seines Vermächtnisses geschrieben werden.“